# Slatina (okręg Ardżesz)
Slatina – wieś w Rumunii, w okręgu Ardżesz, w gminie Nucșoara. W 2011 roku liczyła 524 mieszkańców.